# Liliana Pavlova
Liliana Pavlova Nikolova (Лиляна Павлова Николова, en bulgare), née le 6 décembre 1977 à Sofia, est une haut fonctionnaire et femme politique bulgare. Elle est ministre du Développement régional de la Bulgarie entre le 7 novembre 2014 et le 27 janvier 2017.

## Biographie
Diplômée en administration publique et docteur en sciences économiques, elle a travaillé pour le programme PHARE entre 1997 et 1999. En 2002, elle prend la direction de l'organisme de gestion des fonds structurels européens du ministère bulgare des Finances.
Elle est nommée vice-ministre du Développement régional, chargée des fonds communautaires, en août 2009. Environ deux ans plus tard, le 9 septembre 2011, elle est investie ministre du Développement régional et des Travaux publics en remplacement de Rossen Plevneliev, candidat à la présidence de la République. Elle est remplacée, le 12 mars 2013, par Ekaterina Zakharieva.
Le 7 novembre 2014, elle est rappelée pour exercer ces fonctions dans le gouvernement de coalition formé par Borissov.